# عمر بن علي خوجة
عمر بن علي خوجة (27 سبتمبر 1930) كان أحد اللاعبين الأوائل في الوداد الرياضي لبلكور و حاز معه على بطولة الجزائر العاصمة سنة 1950، بالموازاة مع نشاطه الرياضي كان ممرضا في مستشفى مصطفى باشا، و بعد ذلك في مستشفى الطب العقلي في البليدة.

## مشاركته في الثورة
التحق في بداية 1956 بجيش التحرير الوطني بالولاية الرابعة، الناحية الثانية.ناضل تحت اسم سي طاهر بصفته ضابط مسؤول على مصلحة الممرضين وشارك في العديد من المعارك، وفي ماي 1957 استشهد بكل بسالة أثناء معركة الزبربر الشهيرة بالأخضارية، يحمل حاليا اسمه عدد من الشوارع في الجزائر.